# António Marques das Neves Mantas
António Marques das Neves Mantas foi um Governador Civil de Faro entre 16 de Janeiro de 1922 e 18 de Fevereiro de 1922.